# فرانشيسكا فيشر
فرانشيسكا فيشر (بالألمانية: Franziska Fischer)‏ هي صحفية ومذيعة أخبار ومقدمة تلفزيونية ألمانية، ولدت في 2 أغسطس 1968 في غوتينغن في ألمانيا.